# Amor em Sampa
Amor em Sampa é um filme brasileiro de 2016, do gênero comédia romântica musical, com roteiro de Bruna Lombardi e direção de Carlos Alberto Riccelli. O longa-metragem conta cinco histórias de amor tendo a cidade de São Paulo como cenário.

## Sinopse
Em São Paulo, cinco histórias de amor se cruzam. Cosmo (Carlos Alberto Ricceli) vive um casamento em crise com Lara (Miá Mello), uma mulher neurótica com o próprio corpo. Anis (Bruna Lombardi) tenta resistir as investidas do mulherengo Lucas (Eduardo Moscovis) em um jogo de quem tem mais poder. Raduan (Tiago Abravanel) tenta convencer o marido Ravid (Marcello Airoldi) que todos sabem que ele é gay e que ele precisa parar de viver tentando mentir.
Mauro (Rodrigo Lombardi) não consegue um minuto para ficar com Tutti (Mariana Lima). Já Carol (Bianca Müller) e Mabel (Letícia Colin) são aspirantes a atrizes que vão fazer um teste para um musical e desperaram o interesse do diretor Matheus (Kim Ricceli), passando a disputar quem fica com ele para conseguir um papel.

## Elenco
- Bruna Lombardi como Aniz[3]
- Eduardo Moscovis como Lucas[4][5]
- Carlos Alberto Riccelli como Cosmo
- Miá Mello como Lara[6][7]
- Rodrigo Lombardi como Mauro[6][7]
- Mariana Lima como Tutti
- Kim Riccelli como Matheus
- Bianca Müller como Carol
- Letícia Colin como Mabel
- Tiago Abravanel como Raduan
- Marcello Airoldi como Ravid
- Luciana Paes como Regiane
- Odilon Wagner como Giba
- Carol Portes como Gisnelly
- Vinícius Redd como Cao
- Naruna Costa como Nathalia

## Produção
O filme conta com direção de Carlos Alberto Ricceli e sua esposa Bruna Lombardi assume o papel de protagonista, sendo esse o terceiro longa-metragem dirigido por Ricceli e protagonizado por Lombardi. O roteiro foi escrito também por Bruna Lombardi.
As filmagens tiveram início em 25 de junho de 2013. O orçamento do filme foi de R$ 11 milhões e contou com mais de 40 locações distribuídas pela cidade de São Paulo, incluindo a Cinemateca Brasileira.

## Lançamento
Inicialmente, o filme tinha data de estreia marcada para 28 de janeiro de 2016. Entretanto, o lançamento foi adiado para 18 de fevereiro de 2016 estando em cartaz de cinemas em todo o país.

## Recepção
Thales de Menezes, em sua crítica à  Folha de S.Paulo, escreveu: "É justamente a pegada ingênua do filme, em que personagens têm um quê de Poliana ao despejar tanta esperança numa cidade cheia de problemas, que dá à obra um clima de "Sessão da Tarde", de musical dos anos 1930 e 1940."
Camila Sousa, do site Omelete, deu ao filme 3 de 5 estrelas e escreveu: "A escolha de usar vários personagens é acertada [...] A edição é bem feita e, apesar de ficarmos algum tempo longe deste ou daquele personagem, o longa flui bem e consegue desenvolver cada um no seu próprio tempo."
Já Robledo Milani, do Papo de Cinema, disse: "Esse filme pode apontar para vários lados sem uma direção específica, menos para um discurso inteligente e original. [...] Bruna Lombardi parece estar mais preocupada em mostrar suas belas pernas [...] do que em desenvolver melhor as histórias que cria."